# Közlekedési, Hírközlési és Energiaügyi Minisztérium
A Közlekedési, Hírközlési és Energiaügyi Minisztérium (rövidítése:KHEM) a Magyar Köztársaság egyik minisztériuma volt. 

## Története
2008-ban alakult meg. Elődje a Gazdasági és Közlekedési Minisztérium volt. A 2010. évi XLII. törvény értelmében megszűnt. Jogutódja a Nemzeti Fejlesztési Minisztérium. A Közlekedési, Hírközlési és Energiaügyi Minisztériumhoz, illetve a közlekedési, hírközlési és energiaügyi miniszterhez korábban rendelt feladatok a Nemzeti Fejlesztési Minisztériumhoz, illetve a nemzeti fejlesztési miniszterhez kerültek. 